# Paul Davis
Paul Lavon Davis (Meridian, 21 de abril de 1948 – Meridian, 22 de abril de 2008) foi um cantor e compositor norte-americano.
Paul Davis foi bastante popular na década de 70. Dentre notáveis canções de sua carreira estão "I Go Crazy", de 1977 que foi um dos hits que mais tempo permaneceu no Billboard Hot 100 e alcançou a posição #7, além de "Cool Night", "65 Love Affair" e "Do Right".
Em 29 de julho de 1986, sobreviveu a um atentado após deixar um hotel de Nashville juntamente com sua esposa, a também cantora Pamela Davis (falecida em março de 2017).
Morreu de ataque cardíaco no dia 22 de abril de 2008, um dia após completar 60 anos.

## Discografia

### Álbuns
| Ano  | Álbum                                | Peak chart positions | Peak chart positions           | Peak chart positions |
| Ano  | Álbum                                | US                   | Top Country Albums\|US Country | CAN                  |
| ---- | ------------------------------------ | -------------------- | ------------------------------ | -------------------- |
| 1970 | A Little Bit of Paul Davis           | —                    | —                              | —                    |
| 1972 | Paul Davis                           | —                    | —                              | —                    |
| 1974 | Ride 'Em Cowboy                      | 148                  | 19                             | —                    |
| 1976 | Southern Tracks & Fantasies          | —                    | —                              | —                    |
| 1977 | Singer of Songs: Teller of Tales     | 82                   | —                              | 77                   |
| 1980 | Paul Davis                           | 173                  | —                              | —                    |
| 1981 | Cool Night                           | 52                   | —                              | —                    |
| 1982 | Best of Paul Davis                   | —                    | —                              | —                    |
| 1999 | Sweet Life: His Greatest Hit Singles | —                    | —                              | —                    |

### Singles
| Ano  | Single                                     | Peak chart positions | Peak chart positions | Peak chart positions | Peak chart positions | Peak chart positions | Álbum                             |
| Ano  | Single                                     | US                   | US AC                | US Country           | CAN                  | CAN AC               | Álbum                             |
| ---- | ------------------------------------------ | -------------------- | -------------------- | -------------------- | -------------------- | -------------------- | --------------------------------- |
| 1970 | "A Little Bit of Soap"                     | 52                   | 27                   | —                    | 60                   | —                    | A Little Bit of Paul Davis        |
| 1970 | "I Just Wanna Keep It Together"            | 51                   | 34                   | —                    | 38                   | —                    | A Little Bit of Paul Davis        |
| 1970 | "Can't You Find Another Way (Of Doing It)" | 118                  | —                    | —                    | —                    | —                    | Single only                       |
| 1973 | "Boogie Woogie Man"                        | 68                   | —                    | —                    | —                    | —                    | Paul Davis                        |
| 1974 | "Ride 'Em Cowboy"                          | 23                   | 4                    | 47                   | 30                   | 6                    | Ride 'Em Cowboy                   |
| 1975 | "Keep Our Love Alive"                      | 90                   | —                    | —                    | —                    | —                    | Single only                       |
| 1976 | "Thinking of You"                          | 45                   | 31                   | —                    | —                    | —                    | Southern Tracks & Fantasies       |
| 1976 | "Superstar"                                | 35                   | 31                   | —                    | 53                   | —                    | Southern Tracks & Fantasies       |
| 1977 | "I Go Crazy"                               | 7                    | 25                   | —                    | 4                    | —                    | Singer of Songs - Teller of Tales |
| 1978 | "Sweet Life"                               | 17                   | 7                    | 85                   | 15                   | —                    | Singer of Songs - Teller of Tales |
| 1978 | "Darlin" (with Susan Collins)              | 51                   | —                    | —                    | 37                   | —                    | Singer of Songs - Teller of Tales |
| 1980 | "Do Right"                                 | 23                   | 4                    | —                    | 64                   | —                    | Paul Davis                        |
| 1980 | "Cry Just a Little"                        | 78                   | 36                   | —                    | —                    | —                    | Paul Davis                        |
| 1981 | "Cool Night"                               | 11                   | 2                    | —                    | 34                   | —                    | Cool Night                        |
| 1982 | "'65 Love Affair"                          | 6                    | 5                    | —                    | 11                   | —                    | Cool Night                        |
| 1982 | "Love or Let Me Be Lonely"                 | 40                   | 11                   | —                    | —                    | —                    | Cool Night                        |

### Parcerias
| Ano  | Single                             | Artista                            | Peak positions | Peak positions | Álbum                    |
| Ano  | Single                             | Artista                            | US Country     | CAN Country    | Álbum                    |
| ---- | ---------------------------------- | ---------------------------------- | -------------- | -------------- | ------------------------ |
| 1986 | "You're Still New to Me"           | Marie Osmond                       | 1              | 1              | I Only Wanted You        |
| 1988 | "I Won't Take Less Than Your Love" | Tanya Tucker (com Paul Overstreet) | 1              | 10             | Love Me Like You Used To |
| 1988 | "Sweet Life" (re-recording)        | Marie Osmond                       | 47             | 55             | All in Love              |